# Paretroplus lamenabe
Paretroplus lamenabe és una espècie de peix de la família dels cíclids i de l'ordre dels cipriniformes que es troba a Madagascar.